# Annie Macaulay-Idibia
Annie Macaulay-Idibia es una modelo, presentadora y actriz nigeriana. Fue nominada en la categoría "Mejor actriz de reparto" en los Best of Nollywood Awards 2009.

## Biografía
Macaulay nació en Ibadán, aunque es originaria de Eket, estado de Akwa Ibom. Se mudó a Lagos junto a su madre tras el divorcio de sus padres. Tiene una licenciatura en Ciencias de la computación y Artes Teatrales de la Universidad Estatal de Lagos y la Universidad de Lagos, respectivamente.

## Carrera
Antes de debutar como actriz, compitió en el "Concurso de belleza reina de todas las naciones", donde quedó finalista y también participó en el video musical de "African Queen" de 2face Idibia.
Saltó a la fama en Nollywood por sus interpretaciones en las películas Pleasure and Crime y Blackberry Babes.

## Filmografía seleccionada
- Lagos Real Fake Life[5]
- First Family
- Pleasure and Crime
- White Chapel
- Blackberry Babes
- Return of Blackberry Babes
- Estate Runs
- Unconditional[6]
- Obiageli The Sex Machine
- Morning After Dark
- Beautiful Moster
- Open Scar
- Secret Lovers
- Desires of Married Women

## Vida personal
Está casada con 2face Idibia con quien tiene dos hijos. Su primera hija, Isabella, nació en diciembre de 2008 y su hija menor, Olivia, el 3 de enero de 2014. Ella es propietaria de un salón de belleza en Atlanta llamado "BeOlive Hair Studio".

## Premios y nominaciones
| Año  | Premios                                      | Premio                   | Resultado |
| ---- | -------------------------------------------- | ------------------------ | --------- |
| 2009 | Best of Nollywood Awards 2009                | Mejor actriz de reparto  | Nominada  |
| 2016 | Premios Leyenda africana del entretenimiento | Actriz de rápido ascenso | Ganadora  |